# Lei (Umberto Tozzi)
Lei è un singolo del cantautore italiano Umberto Tozzi, pubblicato nel 1994.
Il brano, scritto dallo stesso Tozzi, è tratto dall'album Equivocando e fu lanciato anche sul mercato francese.